# Абреуландія
Абреуландія (порт. Abreulândia)  — муніципалітет в Бразилії, входить в штат Токантінс (штат). Складова частина мезорегіона Західний Токантінс. Входить в економіко-статистичний мікрорегіон Мірасема-ду-Токантінс. Населення становить 2392 людини на 2006 рік. Займає площу 1 895,201км². Густота населення — 1,3 осіб/км². 

## Статистика
- Валовий внутрішній продукт на 2003 становить 5.152.675,00 реалів (дані: Бразильський інститут географії і статистики).
- Валовий внутрішній продукт на душу населення  на 2003 становить 2.241,27 реалів (дані: Бразильський інститут географії і статистики).
- Індекс розвитку людського потенціалу на 2000 становить 0,667 (дані: Програма розвитку ООН).

| Бразилія | Це незавершена стаття з географії Бразилії. Ви можете допомогти проєкту, виправивши або дописавши її. |